# 西菲德羅考
西菲德羅考（英語：Cefiderocol）以Fetroja等品牌於市面銷售，是一種抗生素，在缺少其他治療選項的情況下可用此藥物來治療複雜的泌尿道感染。適用於治療包括銅綠假單胞菌在內的多重抗生素抗藥性革蘭氏陰性菌。此藥物透過靜脈注射給藥。
使用後常見的副作用有腹瀉、注射部位反應、便秘和皮疹。
西菲德羅考屬於頭孢菌素類藥物，於2019年11月獲得美國食品藥物管理局（FDA）核准用於醫療用途，並於2020年4月經歐盟核准用於醫療用途。Fetroja於2020年9月經由補充新藥申請(sNDA)，獲得FDA核准用於治療對其他抗生素產生抗藥性的革蘭氏陰性菌引起的院內感染細菌性肺炎和呼吸器相關肺炎。它已被列入世界衛生組織基本藥物標準清單之中。

## 醫療用途
西菲德羅考用於治療患有複雜泌尿道感染的成人，包括由易感革蘭氏陰性微生物引起的腎臟感染，而患者並無其他替代治療選項，或是其他選項不足。
在美國，西菲德羅考適用於治療複雜性泌尿道感染 (cUTI) ，而替代治療選項有限或無替代治療選項的18歲或以上成人患者，包括由以下易感革蘭氏陰性微生物引起的腎盂腎炎：大腸桿菌、肺炎克雷伯氏菌、奇異變形桿菌、銅綠假單胞菌及陰溝腸桿菌複合體。
用於治療重症肺炎（院內感染細菌性肺炎和呼吸器相關肺炎），適用於18歲及以上的患者，其肺炎對其他更常用的抗生素沒反應，並且被證實是由以下革蘭氏陰性菌之一所引起:
- 鮑氏不動桿菌複合體
- 大腸桿菌
- 陰溝腸桿菌複合體
- 肺炎克雷伯氏菌
- 銅綠假單胞菌
- 黏質沙雷氏菌

這類適應症得到一項研究的支持，其中西菲德羅考在治療革蘭氏陰性菌引起的院內感染肺炎的作用與美羅培南相當。研究的主要終點是第14天因任何原因導致的死亡率，兩種抗生素被證明同樣有效。
截至2020年，西菲德羅考可在歐盟用於治療因選項有限的成人需氧革蘭氏陰性菌感染。

## 不良影響
西菲德羅考可能會引起嚴重且危及生命的過敏反應、艱難梭菌引起的嚴重腹瀉和癲癇發作。
在針對多重抗藥性革蘭氏陰性細菌感染的病危患者進行的一項單獨臨床試驗中，使用西菲德羅考治療與使用其他抗生素治療相比，患者死亡率增加。在接受院內感染/呼吸器相關性肺炎、菌血症或敗血症治療的群體中觀察到較高的死亡率。死亡原因尚未確定，但有些死亡是由於感染惡化或併發症，或潛在的合併症所致。西菲德羅考治療這類感染的安全性和有效性尚未確定。因此此藥物標籤包含有關較高全因死亡率的黑框警告。
於2021年，出現第一例對此藥物抗藥性的報告，截至2022年，據報某些族群中抗藥性的比例高達50%。2022年9月，德國羅伯特·科赫研究所（RKI）通報幾起俄烏戰爭傷者的傷口感染病例（肺炎克雷伯氏菌和鮑氏不動桿菌），這些患者曾在德國接受過治療。

## 藥理學
此藥物結構與头孢吡肟和頭孢他啶類似，但C-3側鏈末端的氯兒茶酚基團進一步增強其β-內醯胺酶穩定性，使其成為鐵載體。
這表示它透過與鐵結合，鐵被主動轉運到細菌細胞，藥物隨之進入。此藥物是FDA批准的第一種鐵載體抗生素。它利用細菌自身的鐵轉運系統進行轉運，而繞過細菌孔蛋白通道。西菲德羅考一旦進入周質空間就會與鐵分離並與青黴素結合蛋白結合，抑制細菌肽聚醣細胞壁的合成。
西菲德羅考對β-內醯胺酶表現出高穩定性，對所有類別的碳青黴烯酶具有廣譜活性，包括絲氨酸碳青黴烯酶和金屬-β-內醯胺酶。

## 歷史
西菲德羅考已獲得FDA的合格傳染病產品核准，並取得優先審查的資格。FDA於2019年11月批准Shionogi & Co.生產的西菲德羅考作為抗菌藥物，用於治療18歲或以上患有複雜性泌尿道感染(cUTI) 的成人，包括由易感革蘭氏陰性微生物引起的腎臟感染，這些患者的替代治療選項有限或無替代治療選項。
一項針對448名cUTI參與者的研究（NCT02321800），證明西菲德羅考的安全性和有效性。在接受西菲德羅考治療的參與者中，72.6%的人在完成療程後約7天症狀得到緩解並已消除細菌，而接受替代抗生素（亞胺培南/西司他丁）的參與者中的此種比例為54.6%。兩個治療組的臨床反應率相似。該試驗中包括來自歐洲、美國和墨西哥的參與者。

## 延伸閱讀
- Committee for Medicinal Products for Human Use.  (PDF). European Medicines Agency (EMA). 2020-02-27  [2024-06-21]. EMA/136096/2020. （原始内容存档 (PDF)于2021-11-01）.

## 外部連結
- . Drug Information Portal. U.S. National Library of Medicine.   [2024-06-21]. （原始内容存档于2022-05-29）.
- . Drug Information Portal. U.S. National Library of Medicine.   [2024-06-21]. （原始内容存档于2021-11-01）.
- Clinical trial number NCT02321800 for "A Study of Efficacy and Safety of Intravenous Cefiderocol (S-649266) Versus Imipenem/Cilastatin in Complicated Urinary Tract Infections (APEKS-cUTI)" at ClinicalTrials.gov